# 24680 Alleven
24680 Alleven este un asteroid din centura principală de asteroizi.

## Descriere
24680 Alleven este un asteroid din centura principală de asteroizi. A fost descoperit pe 30 decembrie 1989 la Siding Spring de Robert H. McNaught. Asteroidul prezintă o orbită caracterizată de o semiaxă mare de 2,28 ua, o excentricitate de 0,10 și o înclinație de 5,9° în raport cu ecliptica.